# Lass mich in dein Leben
Lass mich in dein Leben ist ein Lied der deutschen Schlagersängerin Helene Fischer. Das Stück ist die erste Singleauskopplung aus ihrem dritten Studioalbum Zaubermond.

## Entstehung und Artwork
Geschrieben wurde das Lied von Kristina Bach und Erich Ließmann (Jean Frankfurter), letztere produzierte das Stück auch. Das Lied wurde unter dem Musiklabel EMI veröffentlicht und durch den Musikverlag FrankyBoy vertrieben. Auf dem Cover der Maxi-Single ist – neben Künstlernamen und Liedtitel – Fischer, auf einer Bettkante sitzend, zu sehen. Das Coverbild wurde von dem deutschen Fotograf Thomas Schüpping geschossen, die Artworkarbeiten stammten von Tim Juckenack.

## Veröffentlichung und Promotion
Die Erstveröffentlichung von Lass mich in dein Leben erfolgte als Airplay Anfang Mai 2008. Die Veröffentlichung als Maxi-Single fand am 30. Mai 2008 in Deutschland, Österreich und der Schweiz statt. Die Single ist zum Download und als physischer Tonträger erhältlich. Die Maxi-Single enthält neben der Singleversion auch eine Karaokeversion von Lass mich in dein Leben, sowie eine Partyfox-Version des Liedes Und morgen früh küss ich dich wach, als B-Seite. Lass mich in dein Leben ist die erste Singleveröffentlichung Fischers, die auch auf einer physischen Maxi-Single erschien. 2010 nahm Fischer für ihr erstes englischsprachiges Album The English Ones eine englische Version mit dem Titel You’re My Destination auf.
Um das Lied zu bewerben, folgten unter anderem Liveauftritte zur Hauptsendezeit während der Echoverleihung 2009 und des Sommerfestes der Volksmusik in der ARD, bei Musik für Sie im MDR Fernsehen und bei Willkommen bei Carmen Nebel im ZDF.

## Inhalt
Der Liedtext zu Lass mich in dein Leben ist in deutscher Sprache verfasst. Die Musik wurde von Jean Frankfurter und der Text von Kristina Bach geschrieben. Der Text zur englischsprachigen Version You’re My Destination wurde von Mary Applegate und Kristina Bach verfasst. Musikalisch bewegt sich das Lied im Bereich des Schlagers. Im Lied geht es um eine Frau, die sich in einen Mann verliebt hat, doch der Mann hat Angst sich zu binden, weil er denkt seiner Freiheiten dadurch beraubt zu werden.
| „Lass’ mich in dein Leben, tief in deine Seele seh’n. Du bist dort irgendwie der andre Teil von mir. Lass’ mich doch einfach in dein Leben, will den Mann in dir versteh’n. In deinem Herzenslabyrinth ist eine Tür, sie führt zu dir.“ – Refrain, Originalauszug | “You’re my destination, you’re my fortune, you’re my fate. Now you’re a part of me, my destiny, I’m sure. And because you’re my destination, you’ll be coming back one day. And when your search comes to an end one thing is clear, I’ll be right here.” – Refrain, englische Version |

## Mitwirkende
| Liedproduktion - Kristina Bach: Liedtexter - Helene Fischer: Gesang - Erich Ließmann (Jean Frankfurter): Komponist, Musikproduzent | Artwork - Tim Juckenack: Artwork (Cover) - Thomas Schüpping: Fotograf (Cover) Unternehmen - EMI Group: Musiklabel - Musikverlag FrankyBoy e. K.: Vertrieb |

## Rezeption
2008 gewann Helene Fischer mit Lass mich in dein Leben den SWR4-Schlagermarathon in Rheinland-Pfalz. Sie setzte sich in einer Publikumswahl gegen 554 andere Lieder durch. Auf Position zwei folgten die Vorjahressieger Nik P. und DJ Ötzi mit dem Titel Ein Stern (… der deinen Namen trägt) und auf Position drei folgte Rot sind die Rosen von Semino Rossi.

## Chartplatzierungen
Lass mich in dein Leben erreichte in Deutschland Position 38 der Singlecharts und konnte sich insgesamt neun Wochen in den Charts halten.
Für Fischer ist dies bereits der zweite Charterfolg in Deutschland. Für Jean Frankfurter als Autor ist Lass mich in dein Leben bereits der 46. Charterfolg in Deutschland, als Produzent ist es bereits sein 27. Charterfolg in Deutschland. Für Kristina Bach als Autorin ist Lass mich in dein Leben bereits der 19. Charterfolg in Deutschland, er ist ihr erster deutschsprachiger Charterfolg nach 13 Jahren, letztmals erreichte sie als Autorin für Michelles Kopfüber in die Nacht mit einem deutschsprachigen Stück die Charts.

## Coverversionen
- 2009: Laura Lynn – Laat me in je leven, sie nahm das Lied für ihr fünftes Studioalbum In vuur & vlam auf.[8]